# Un'estate a Cabrera
Un'estate a Cabrera (in spagnolo Un encargo difícil) è un romanzo pubblicato nel 2005 dallo scrittore spagnolo Pedro Zarraluki.

## Descrizione
Un'estate a Cabrera è stato scritto dopo due raccolte di racconti: Galería de enormidades e Retrato de familia con catástrofe, e dopi i romanzi El responsable de las ranas, La historia del silencio, Hotel Astoria e Para amantes y ladrones. Il libro è il primo che ha portato riconoscimenti all'autore, e il successivo, Il piacere e la noia, è stato quello che ha venduto maggiormente.

## Trama
Nell'estate del 1940, in pieno momento franchista, Leonor è la vedova di un repubblicano di alto rango fucilato alla fine della guerra civile spagnola che viene mandata con sua figlia Camila in esilio sull'isola di Cabrera, nell'arcipelago delle Isole Baleari. Sull'isola vi sono poche persone: una coppia sposata che gestisce una piccola e squallida cantina, alcuni pescatori, un tedesco misterioso che vive isolato e un avamposto militare che teme lo sbarco di truppe dell'esercito britannico. Nel frattempo, a Maiorca, si decide di inviare sull'isola un sicario che riceve quest'incarico dalle autorità per ottenere la sua riabilitazione.

## Critica e recensioni
Un magnifico romanzo di sopravvissuti e, allo stesso tempo, un inno all'inesauribile energia con cui ci si riprende dalle disgrazie inflitteci dalla storia. La trama è avvincente e spazia dall'amicizia ai vuoti di silenzio, dallo sconforto all'ottimismo. Due donne mostrano che anche nelle peggiori condizioni è possibile ricominciare la vita e che tutto ciò che ci rende felici dipende più dalle persone che dalle leggi che ci governano.

## Edizione originale
- (ES) Pedro Zarraluki, Un encargo difícil, Barcelona, Ediciones Destino, 2005, OCLC 57637198.

## Edizione italiana
- Pedro Zarraluki, Un'estate a Cabrera, traduzione di Barbara Bertoni, Vicenza, Neri Pozza, 2006, ISBN 9788854500938, OCLC 799342198.

## Edizioni in altre lingue
- (NL) Pedro Zarraluki, Het andere eiland, traduzione di Harriët Peteri, Utrecht, Signature, 2006, OCLC 1285567271.
- (FR) Pedro Zarraluki, Un été à Cabrera, traduzione di LaurenceVillaume, Paris, Plon, 2006, OCLC 421672306.

## Riconoscimenti
- Premio Nadal 2005
- Selezionato per il Premio degli editori (Premio Fundación José Manuel Lara)[1]